# Krameriata hanae
Krameriata hanae är en insektsart som beskrevs av Irena Dworakowska 1977. Krameriata hanae ingår i släktet Krameriata och familjen dvärgstritar.
Artens utbredningsområde är Uganda. Inga underarter finns listade i Catalogue of Life.